# Tadeusz Pyka
Tadeusz Pyka (17 de mayo de 1930 – 23 de mayo de 2009) fue un político comunista polaco, que ocupó el cargo Vice primer ministro de la República de Polonia. En agosto de 1980, encabezó una comisión gubernamental que intentó poner fin a una huelga en la ciudad polaca de Gdansk, pero fue reemplazado el 21 de agosto sin que la radio estatal ofreciera una explicación del cambio.

## Carrera política
Pyka estudió ingeniería de metalurgia. Pyka fue diputado al Sejm, el órgano legislativo polaco, durante tres mandatos consecutivos de 1972 a 1980. En 1974, se convirtió en adjunto al presidente de la Comisión de Planificación del Comité Central del Partido Obrero Unificado Polaco. Fue Vice primer ministro de Polonia del 23 de octubre de 1975 al 24 de agosto de 1980 y miembro del Comité Central de los Trabajadores Unidos de Polonia hasta 1980. En 1980, fue nombrado brevemente miembro del Politburó del Partido Unificado de los Trabajadores. Durante el periodo de la ley marcial en Polonia en 1981 estuvo arrestado durante un año y se presentaron cargos en su contra.

### Negociaciones de Gdańsk
En agosto de 1980, debido a dificultades económicas, los trabajadores de la ciudad de Gdańsk fueron a la huelga. A mediados de ese mes, el Gobierno polaco declaró que había creado una comisión que conversaría con los huelguistas. La comisión fue liderado por Pyka, que era relativamente nuevo en el círculo íntimo del comunista Partido Obrero Unificado Polaco, y un "hombre subalterno" en comparación con los demás vice primeros ministros de Polonia. Fue tildado como "pequeño funcionario" y un "estrecho aliado de Edward Gierek", el primer Secretario del Comité Central del Partido de los Trabajadores. Pyka declaró que no tendría "nada que ver" con el Comité de Huelga Interempresarial, el principal órgano representativo de los huelguistas de Gdansk, especialmente con los miembros Lech Wałęsa y Andrzej Gwiazda, así como con Anna Walentynowicz. Pyka argumentó que el Comité de Huelga era ilegal y que no representaba a los trabajadores que decía. Fue sustituido en la comisión por Mieczysław Jagielski el 21 de agosto. La radio pública no dio ningunaexplicación para explicar el cambio de Pyka.

## Carrera después de la política
Después de la política, fue profesor de economía en el Górnośląska Wyższa Szkoła Handlowa de Katowice.